# Burgundische Pforte

Orohydrografische Karte: Der mit RR bezeichnete Rhein-Rhône-Kanal zeigt den Verlauf der Burgundischen Pforte

Als Burgundische Pforte (französisch Trouée de Belfort, englisch Belfort Gap) wird der rund 30 Kilometer weite flache Sattel auf rund 400 Metern Höhe zwischen Vogesen und Jura bezeichnet, der das Rheintal und die von Ognon und Doubs gebildeten Ausläufer des Saônetals verbindet und Teil der europäischen Hauptwasserscheide ist.

## Geologie und Hydrogeografie
Geologisch ist die in Richtung Südwest–Nordost verlaufende Pforte als Übergangszone zwischen Oberrhein- und Bressegraben Teil des Grabensystems der Mittelmeer-Mjösen-Zone.
Unterhalb der burgundischen Pforte befindet sich ein Kohlebecken; in Orten wie Ronchamp, Champagney (Haute-Saône) und Magny-Danigon wurde Steinkohle bis zum 20. Jahrhundert im Bergbau abgebaut.
Die Europäische Hauptwasserscheide verläuft durch die Burgundische Pforte und trennt Abflüsse in den Rhein bzw. den Atlantik und das Mittelmeer.

## Ökologie
Die Alpen bilden eine natürliche Barriere zwischen dem Mittelmeergebiet und Mitteleuropa. Über den Alpenhauptkamm können Pflanzen und Tiere aus südlicheren Gebieten praktisch nicht einwandern, auch für Wetterereignisse stellen die Alpen ein Hindernis dar. Die Burgundische Pforte ist – wie das östlich der Alpen gelegene Wiener Becken – ein Einfallstor, zum Beispiel für wärmeliebende Insekten und andere Gliederfüßer.
Bei der Ausbreitung mediterraner Insekten im Rahmen des Klimawandels haben Zoologen 1998 die Hypothese aufgestellt, dass sie sich über die Burgundische Pforte nach Norden bewegt haben: Die Pokaljungfer (Erythromma lindenii) ist eine westmediterrane Libelle, die seit ca. 1980 nord-, nordost- und ostwärts expandierte.

## Klima/Meteorologie
Das milde Klima in der Nordwestschweiz und in Südwestdeutschland wird maßgeblich durch den Durchfluss mediterraner Luft aus dem Rhonetal durch die Burgundische Pforte bestimmt. Zahlreiche Tiere und Pflanzen nutzen dieses Einfallstor auf dem Weg nach Norden. Erst am nördlichen Ende des Mittelrheintals wird das Klima dann deutlich kühler. Auch während der letzten Wechsel zwischen Kalt- und Warmzeiten bildete diese Niederung einen wichtigen Weg zwischen Südwest- und Mitteleuropa und ermöglichte so das Überleben und heute die Einwanderung zahlreicher Tier- und Pflanzenarten. Eine vergleichbare Route fehlt nach Südosten, dort bilden die Alpen eine natürliche Barriere.

## Menschliche Geografie und Geschichte
Die Pforte verbindet entlang der niedrigsten Linie auf direktem Weg die französischen Städte Mülhausen und Besançon über die Täler von Ill und Doubs, vorbei an den Städten Belfort und dem nur wenige Kilometer südwestlich des Sattels liegenden Montbéliard. Aufgrund der Sattellage bündeln sich hier verschiedene Verkehrswege, so die Route nationale 83, der ab 1784 errichtete Rhein-Rhône-Kanal, die Eisenbahnstrecke Paris–Basel, die in den 1970ern errichtete Autoroute A 36 und die Eisenbahnhochgeschwindigkeitsstrecke Rhin-Rhône.
Bereits in der Antike hatten die hier verlaufenden Wege strategische Bedeutung. Über die Vogesen gab es nur wenige, schwierige Übergänge, noch schwieriger war ein Übergang oder eine Umgehung des Jura.
Politisch bildete das Gebiet seit dem Ende des Weströmischen Reiches einen Teil des Grenzgebiets zwischen den Reichen der Alamannen und der Burgunden, die beide wenig später unter Beibehaltung der Grenzziehung Teil des Frankenreiches wurden. Es bildete sich die germanisch-romanische Sprachgrenze.

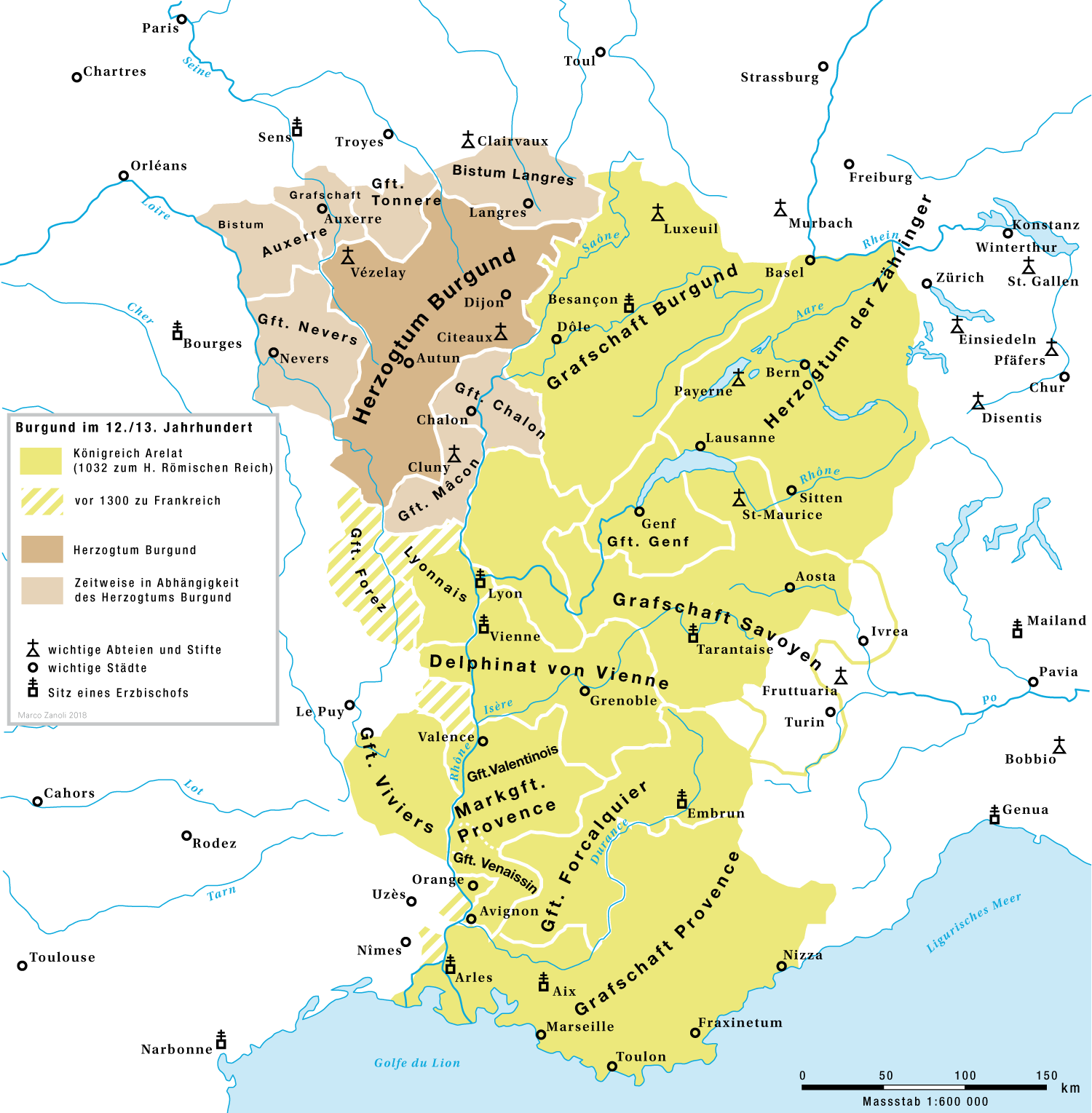
Die aus dem Königreich Burgund hervorgegangenen Gebiete im 12./13. Jahrhundert

Seit dem Vertrag von Meerssen 870 gehörte der Nordostteil durchgehend zum Ostfränkischen bzw. Heiligen Römischen Reich, wo er zunächst Teil des Herzogtums Schwaben war. Der Südwestteil war zunächst ebenfalls an das Ostfränkische Reich gekommen, gehörte aber bereits ab 888 zum neugebildeten Königreich Hochburgund, wodurch die alte Grenze wiederhergestellt wurde. Schließlich fiel das vereinigte Burgund 1033 wieder ans Reich. Auf unterer Ebene gehörte der größere nordöstliche Teil mit Belfort zur Grafschaft Pfirt, der südwestliche zur Grafschaft Mömpelgard (französisch Montbéliard). Durch Heiraten kamen Pfirt 1325 zu Habsburg und zum habsburgischen Sundgau und Mömpelgard 1397 zu Württemberg. Im Westfälischen Frieden fiel der habsburgische Sundgau 1648 noch vor wesentlich weiter westlich liegenden Gebieten an Frankreich. Montbéliard wurde 1793 vom revolutionären Frankreich besetzt und 1801 im Frieden von Lunéville vom Reich abgetreten, wofür Württemberg 1803 im Reichsdeputationshauptschluss großzügig entschädigt wurde.
Im Deutsch-Französischen Krieg kam es vom 3. November 1870 bis zum 16. Februar 1871 zur Belagerung von Belfort durch deutsche Truppen. Die Stadt Belfort war nach dem Fall von Paris zusammen mit der Zitadelle von Bitsch der letzte belagerte Ort in Frankreich und kapitulierte erst auf ausdrücklichen Befehl der französischen Regierung, da die Übergabe deutscherseits zur Bedingung für die Verlängerung des Waffenstillstandes gemacht wurde. Die Aufgabe fand unter Erweisung militärischer Ehren statt. 1871 orientierte man sich bei der Grenzziehung Elsass-Lothringens hier nicht an der alten politischen, sondern an der Sprachgrenze, dadurch entstand das Territoire de Belfort, der französischsprachige Teil des alten Sundgaus. Somit liegt heute das französische Département Territoire de Belfort zentral in der Burgundischen Pforte. Bis ins 20. Jahrhundert war die Bedeutung der Zitadelle Belfort groß, die durch ihre Lage beide Westausgänge der Pforte deckte und die vielfach Belagerungen ausgesetzt war.
Im August 1944 zogen Truppen der Westalliierten, die im Rahmen der Operation Dragoon am Rhonedelta gelandet waren, sehr zügig rhoneaufwärts. Am 11. September 1944 trafen Truppen der 1. französischen Infanterie-Division in Saulieu, westlich von Dijon, auf Aufklärungseinheiten der 6. US-Panzerdivision aus General Pattons 3. US-Armee und zur gleichen Zeit erreichte der rechte Flügel der 7. US-Armee die Burgundische Pforte bei Montbéliard.